# Stimulateur cérébral
Les stimulateurs cérébraux, ou "pacemakers cérébraux", sont des implants cérébraux utilisés pour traiter l'épilepsie, la maladie de Parkinson, les dépressions, et d'autres maladies. Le stimulateur est un appareil médical qui est implanté dans le cerveau pour envoyer des signaux électriques à certains endroits spécifiques. La stimulation peut être utilisée à la fois pour le traitement et la prévention. Les stimulateurs peuvent être implantés hors du cerveau, sur la moelle épinière ou à proximité (Neurostimulateur), aux environs des nerfs crâniens comme le nerf vague (Stimulation vagale), ou encore sur des nerfs périphériques ou à proximité. 

## Historique
Dans les années 1950 et 1960, José Delgado, chercheur à l'université Yale, fit de nombreux travaux sur les implants cérébraux, également appelés "BrainChips". Comme précisé dans un article du New York Times en 1970, Delgado fut probablement l'un des premiers à imaginer un système électronique pour traiter automatiquement certains problèmes cérébraux, comme la maladie de Parkinson et les crises d'épilepsie, en implantant un stimulateur cérébral qui détecte à l'avance les crises, et envoie des signaux électriques dans certains endroits du cerveau afin de les empêcher. Les travaux de Delgado eurent une notoriété mondiale et lui valurent également un article dans le Scientific American, en 2005.

## Maladies traitées

### Épilepsie
L'épilepsie fait référence à beaucoup de troubles neurologiques, caractérisés par des attaques soudaines et récurrentes de problèmes moteurs, sensoriels, ou psychiques, avec ou sans pertes de conscience, avec ou sans crises de convulsions. L'implantation des stimulateurs dans le cerveau peut contrôler ou éliminer les crises d'épilepsie avec une stimulation programmée, ou activée en réponse à certains signaux cérébraux mesurés par le stimulateur.

### Maladie de Parkinson
La stimulation cérébrale profonde peut aider à réduire les symptômes comme les tremblements, la rigidité, la raideur, les mouvements ralentis, et les problèmes de marche. Cette stimulation peut aussi traiter le tremblement essentiel, un trouble neurologique du mouvement. 
Après que le stimulateur ait été implanté chirurgicalement dans le cerveau, les impulsions électriques sont envoyées dans le cerveau. La procédure est généralement utilisée uniquement pour les patients dont les symptômes ne peuvent être contrôlés par la médication. Les mécanismes exacts de la stimulation cérébrale profonde sont inconnus. Il existe trois hypothèses pour expliquer la stimulation cérébrale profonde: (1) "Depolarization blockade". Le courant électrique bloque la sortie neuronale à proximité de l'électrode; (2) Inhibition synaptique. Ce qui cause une régulation indirecte de la sortie neuronale en activant les terminaisons des axones avec des connexions synaptiques aux neurones situés à proximité de l'électrode stimulante; (3) Désynchronisation de l'activité oscillatoire anormale des neurones. 
La stimulation cérébrale profonde représente une avancée sur les précédents traitements tels que la pallidotomie (ablation du globus pallidus) ou la thalamotomie (ablation du thalamus). À la place de ces ablations, une fine électrode avec quatre contacts est implantée dans le globus pallidus, et des impulsions électriques sont utilisées pour bloquer les activités anormales. 

### Dépression
Les stimulateurs cérébraux sont aussi utilisés pour traiter la dépression. Il a été montré que la stimulation électrique élimine la dépression chronique chez certains patients. Certains patients disent constater, après l'implantation du stimulateur, une immédiate amélioration de leur état d'humeur et de leur sommeil. CG25, une région cérébrale impliquée dans le contrôle somato-viscéral, est supposée jouer un rôle dans la dépression. Les gens souffrant de dépression ont une activité anormalement élevée dans la région CG25.